# 아리랑정보기술교류사
아리랑정보기술교류사는 조선민주주의인민공화국에서 창립된 기업으로써 특히 스마트폰이나 혹은 그러한 태블릿 PC를 제작 하는 기업으로 하나이다. 

## 개요
김정은은 공장에서 아리랑이라고 명명된 스마트폰의 성능과 품질, 포장에 대해 구체적으로 파악하였음을 알수가 있고, 현대적인 스마트폰 생산 공정을 새롭게 만들어 대량으로 생산할 수 있도록 한 공장의 일꾼들과 종업원들을 치하했다고 통신은 전했다.
그만큼 현재 아리랑 정보 기술 교류사는 스마트폰 생산 뿐만 아니라 많은 전자 제품 및 반도체 생산 부분에서도 핵심적인 사업 품목을 챙기고 있음을 알수가 있다.

## 아리랑 정보 기술 교류사 생산 품목 및 개발 품목
현재 조선민주주의인민공화국에서는 아리랑 정보 기술 교류사를 비롯하여 만경대 정보 기술사에서도 많은 생산 품목과 개발 품목을 가지고 있으며 특히 팹리스 반도체 기업과 패키징 사업을 동시에 맡고 있으며 특히 프로그램 설계 사업과 마이크로프로세서 설계도 맡고 있다.
그리고 현재 Glocom과 같은 프로그램 설계 및 마이크로프로세서 설계 일도 맡고 있으며 그만큼 현재 만경대 정보 기술사와 같은 일을 하고 있을 것으로 알려져 있는 가운데 평양집적회로공장과 같은 군수 일용품 직장도 있을 것으로 의혹이 있다.

## 생산품
현재 조선민주주의인민공화국에서 생산하는 생산 스마트폰은 아리랑과 아리랑 151등 많은 아리랑 스마트폰 종류와 평양 스마트폰 종류를 OEM 생산을 하고 있을 것으로 알려져 있는 가운데 현재 프로그램 설계 및 PCB 회로도 설계를 하고 있을 것으로 알려져 있다.
그리하여 장비도 현재는 최신 설비로 되어 있음을 알수가 있고 특히 클린룸으로 되어 있어 현재 패키징 사업도 도맡아서 하고 있음을 인지할 수 있다. 
그만큼 현재 아리랑 151과 아리랑 171등 많은 스마트폰을 개발하고 있으며 특히 스마트폰의 마이크로프로세서는 미디어텍의 제품을 밀수하여 OEM 생산을 하고 PCB 회로는 자체로 만들어서 생산을 하고 있다.
현재 아리랑 정보 기술 교류사에서는 스마트폰뿐만 아니라 현재 데스크톱 컴퓨터와 태블릿 PC를 판매를 하고 있고 특히 LCD TV도 자체로 만들어서 판매를 하고 있으며 2011년 김정일이 현지지도를 김정은과 함께 와서 많은 격려와 칭찬을 아끼지 않았다.